# Чумак, Юлия Олеговна
Юлия Олеговна Чумак (укр. Чумак Юлія Олегівна; род. 10 июня 1996 года) — украинская пловчиха в ластах.

## Карьера
Тренируется в киевском клубе Аквалидер, тренеры - Яковлев Евгений Александрович, Яковлев Андрей Александрович
Вице-чемпион мира в длинной эстафете.
На двух чемпионатах Европы становилась призёром в длинной эстафете и эстафете 4х200 метров.